# Abelleira (Junquera de Espadañedo)
Abelleira es una aldea española situada en la parroquia de Ramil, del municipio de Junquera de Espadañedo, en la provincia de Orense, Galicia.

## Demografía
| Gráfica de evolución demográfica de Abelleira entre 2000 y 2022 |
|                                                                 |
| Datos según el nomenclátor publicado por el INE.                |